# Сергиевка 2
Сергиевка 2 (также Сергиевка 2-я) — деревня в Шиловском районе Рязанской области России. Входит в Аделинское сельское поселение.

## Географическое положение
Деревня Сергиевка 2 расположена на Окско-Донской равнине на левом берегу реки Средник в 32 км к северо-востоку от пгт Шилово. Расстояние от деревни до районного центра Шилово по автодороге — 40 км.
С севера и востока почти вплотную к деревне Сергиевке 2 подступает большой лесной массив, рассекаемый оврагами, спускающимися к реке Средник. К северу-востоку от деревни расположены овраги Короткий и Киков, к югу — овраги Кирюля и Косой. К востоку от деревни урочище — Чубаров Лес. Ближайшие населенные пункты — село Аделино и деревня Свердловка.

## Население
По данным переписи населения 2010 г. в деревне Сергиевка 2 постоянно проживают 69 чел. (в 1992 г. — 148 чел.).
| 1859 | 1906 | 2010 |
| ---- | ---- | ---- |
| 259  | ↗476 | ↘69  |

## Происхождение названия
Первоначально деревня носила название Сергеевка, которое было дано ей по имени первого владельца — князя Сергея Сергеевича Голицына. В советское время, для отличия от расположенной поблизости деревни Сергиевка, деревня Сергеевка получила название Сергиевка 2-я (затем — Сергиевка 2).

## История

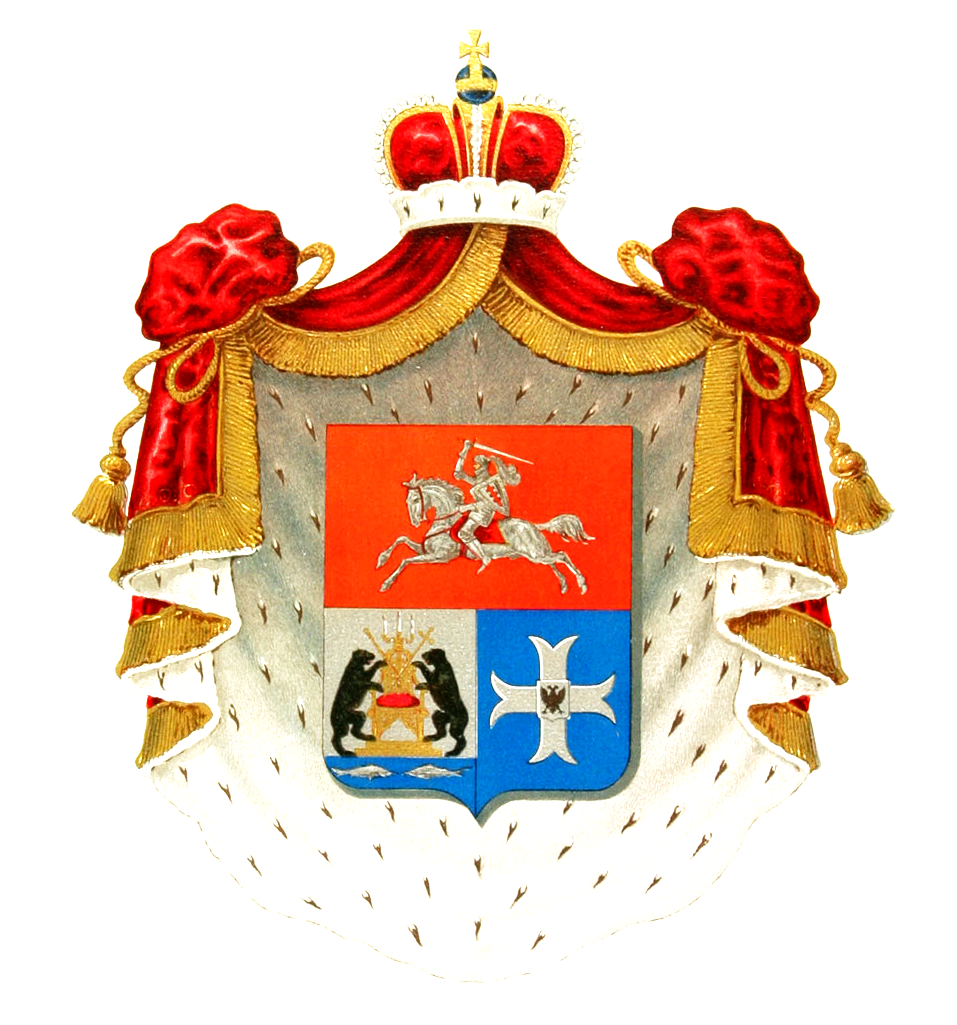
Герб рода князей Голицыных.

Деревня Сергиевка 2 (Слизовка, Крапивник тож) возникла ок. 1830 г. как выселки крепостных князя Сергея Ивановича Голицына (1766+1831 гг.) из села Дубровка с целью создать наследство своему сыну, князю Сергею Сергеевичу Голицыну (1805+1868 гг.). Первоначальное название деревни — Сергеевка.
К 1891 г., по данным И. В. Добролюбова, деревня Сергеевка относилась к приходу Петропавловской церкви села Наследничье и в ней насчитывалось 44 двора.
По данным переписи 1897 г. в деревне Сергеевка насчитывалось уже 70 дворов, в которых проживало 410 жителей, в том числе 22 грамотных мужика. В деревне имелся пожарный сарай, 8 колодцев, 40 колод пчел. 30 дворов имели двух и более лошадей, 24 двора — одну, 16 дворов были безлошадными; 42 двора имели двух и более коров, не имели коров 8 дворов. В среднем на надельную душу в деревне Сергеевке приходилось ок. 4 дес. земли. Из-за малоземелья 61 крестьянское хозяйство арендовало у княгини Шаховской под посев 228 дес. пашни. Помимо этого крестьяне нанимались в батраки (сельскохозяйственным рабочим Шаховские платили 10—12 руб. за сезон), некоторые уходили на заработки в Астрахань и на юг России. В деревне был развит охотничий промысел.
В 1917—1918 гг. крестьяне деревни Сергеевка приняли активное участие в революционных выступлениях в Рязанской губернии. В сентябре 1917 г., совместно с крестьянами села Илебники и деревни Мунор, они приступили к самовольной порубке помещичьего леса. О действиях «граждан крестьян» стало известно начальнику Касимовской уездной милиции, который принял соответствующие меры к «прекращению самоуправства». Но крестьяне милиционерам не подчинились и нанесли «оскорбление действием» помощнику управляющего имением и лесному сторожу.
В январе 1918 г. крестьяне деревни Сергеевка, совместно с крестьянами села Наследничье и деревни Павловка, полностью разорили и сожгли имение князей Голицыных в селе Аделино, в связи с чем Совет Советов Рязанской губернии обращался со специальным воззванием к населению о бережном отношении к конфискованному у помещиков имуществу.
В советское время для отличия от расположенной поблизости деревни Сергиевка, Сергеевка получила название Сергиевка 2.

## Транспорт
В 1,5 км к северу от деревни Сергиевка 2 находится станция «Чуфистовка» железнодорожной линии «Шилово — Касимов» Московской железной дороги.